# Sam D'Hoop
Sam D'Hoop (Deinze, 9 augustus 2001) is een Belgisch gymnast, actief in het tumbling.

## Levensloop
D'Hoop werd actief bij Sportac Deinze in het toestelturnen. Later maakte hij de overstap naar het tumbling en sloot hij aan bij TK Oostakker.
In 2018, op het Belgisch kampioenschap te Essen, verbeterde hij het negen jaar oude record (hoogste score in een finale) van Jonathan Duyols. In oktober 2019 werd hij vierde op de wereldbeker-wedstrijd te Valladolid en op het EK van 2022 te Rimini werd hij zesde. Op het WK van 2019 te Tokio plaatste hij zich met een top 10-plaats voor de Wereldspelen van 2022 in het Amerikaanse Birmingham. Aldaar werd hij achtste in de finale.